# Зборів (притока Стиру)
Зборів — річка у Млинівському районі Рівненської області, права притока Стиру (басейн Дніпра).

## Опис
Довжина річки 19 км, похил річки — 2,0 м/км. Формується з багатьох безіменних струмків, 2 приток та водойм. Площа басейну 127 км2.

## Розташування
Бере початок на північній околиці села Зборів. Тече переважно на захід і на західній околиці села Чекно впадає у річку Стир, праву притоку Прип'яті.
Населені пункти вздовж берегової смуги: Острожець, Залав'я, Велика Городниця, Яловичі. Річку перетинає автомобільна дорога М19.

## Притоки
- П'яне, Надчиці (ліві).